# Gormanston (ort i Australien)
Gormanston är en ort i Australien. Den ligger i kommunen West Coast  och delstaten Tasmanien, i den sydöstra delen av landet, omkring 170 kilometer nordväst om delstatshuvudstaden Hobart. Antalet invånare är 169.
Trakten runt Gormanston är nära nog obefolkad, med mindre än två invånare per kvadratkilometer.. Närmaste större samhälle är Queenstown, nära Gormanston. 
I omgivningarna runt Gormanston växer i huvudsak städsegrön lövskog. Genomsnittlig årsnederbörd är 2 407 millimeter. Den regnigaste månaden är september, med i genomsnitt 283 mm nederbörd, och den torraste är februari, med 92 mm nederbörd.